# La Soledad, Tacámbaro
La Soledad är en ort i Mexiko.   Den ligger i kommunen Tacámbaro och delstaten Michoacán de Ocampo, i den södra delen av landet, 240 km väster om huvudstaden Mexico City. La Soledad ligger 2 482 meter över havet och antalet invånare är 153.
Terrängen runt La Soledad är lite bergig, och sluttar söderut. Runt La Soledad är det ganska tätbefolkat, med 60 invånare per kvadratkilometer. Närmaste större samhälle är Tacámbaro de Codallos, 16,9 km söder om La Soledad. I omgivningarna runt La Soledad växer huvudsakligen savannskog.